# يوان جيا يون
يوان جيا يون (1905 - 1991) (بالصينية: 袁家镛) هو سياسي صيني، كان عضوا ضمن البلاشفة ال 28.
بعد دراسته في جامعة موسكو سون يات سين في الاتحاد السوفياتي، عاد إلى الصين لرئاسة لجنة جيانغسو للحزب الشيوعي الصيني.
في نوفمبر 1936، بدأ نشر مجلات «الثقافة العالمية» (世界文化) و«الثقافة الصينية السوفياتية» (中 苏 文化). في عام 1947، عمل أستاذا في كلية شنغهاي للقانون؛ في عام 1949.
في عام 1958، انتقل إلى تشانغتشون، في مقاطعة جيلين، حيث كان أستاذا ومدير قسم البحوث في جامعة المالية والتجارة.